# دغدغک بوته‌ای (سرده)
دغدغک بوته‌ای (سرده) (نام علمی: Sphaerophysa) نام یک سرده از تیره باقلاییان است.